# 法蘭茲·亞歷山大 (拿騷-哈達馬爾)
法蘭茲·亞歷山大（Franz Alexander von Nassau-Hadamar，1674年1月27日—1711年5月27日），末代拿騷-哈達馬爾親王，莫里茲·海因里希之子，1679年至1711年在位。他娶黑森-羅滕堡伯爵威廉一世的女兒伊麗莎白，有兩個女兒和一個夭折的兒子。1711年法蘭茲·亞歷山大於哈達馬爾去世。

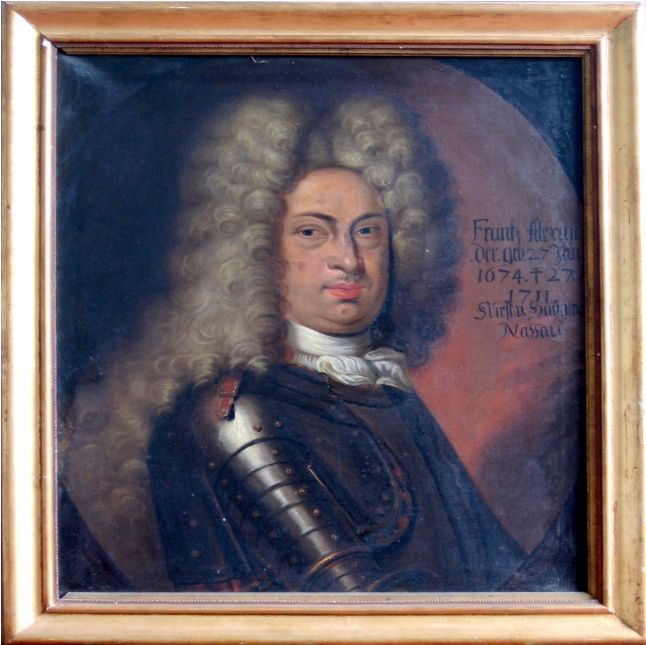
法蘭茲·亞歷山大